# Stig Wennerström
Stig Henrik Wennerström (Gotemburgo, 31 de marzo de 1943) es un deportista sueco que compitió en vela en las clases Star y Soling.
Participó en los Juegos Olímpicos de Múnich 1972, obteniendo una medalla de plata en la clase Soling. Ganó tres medallas en el Campeonato Mundial de Soling entre los años 1970 y 1979, y una medalla en el Campeonato Europeo de Soling de 1975.
Además, obtuvo una medalla en el Campeonato Mundial de Star de 1970 y cuatro medallas en el Campeonato Europeo de Star entre los años 1967 y 1971.

## Palmarés internacional
| Campeonato Mundial | Campeonato Mundial | Campeonato Mundial | Campeonato Mundial |
| Año                | Lugar              | Medalla            | Clase              |
| ------------------ | ------------------ | ------------------ | ------------------ |
| 1970               | Marstrand (Suecia) | Medalla de bronce  | Star               |
| Campeonato Europeo |                    |                    |                    |
| Año                | Lugar              | Medalla            | Clase              |
| 1967               | Cascaes (Portugal) | Medalla de oro     | Star               |
| 1969               | ND                 | Medalla de plata   | Star               |
| 1970               | Sandhamn (Suecia)  | Medalla de oro     | Star               |
| 1971               | Cascaes (Portugal) | Medalla de plata   | Star               |

| Juegos Olímpicos   | Juegos Olímpicos    | Juegos Olímpicos  | Juegos Olímpicos |
| Año                | Lugar               | Medalla           | Clase            |
| ------------------ | ------------------- | ----------------- | ---------------- |
| 1972               | Múnich (RFA)        | Medalla de plata  | Soling           |
| Campeonato Mundial |                     |                   |                  |
| Año                | Lugar               | Medalla           | Clase            |
| 1970               | Poole (Reino Unido) | Medalla de oro    | Soling           |
| 1973               | Quiberon (Francia)  | Medalla de bronce | Soling           |
| 1979               | Visby (Suecia)      | Medalla de bronce | Soling           |
| Campeonato Europeo |                     |                   |                  |
| Año                | Lugar               | Medalla           | Clase            |
| 1975               | Alassio (Italia)    | Medalla de oro    | Soling           |